# 듀폰 대 코오롱 소송
듀폰 대 코오롱 소송 (E.I. du Pont de Nemours and Co. v. Kolon Industries Inc. et al., case number 3:09-cv-00058, in the U.S. District Court for the Eastern District of Virginia)은 미국에서 진행되었던 민사소송이다. 미국계 로펌 폴 헤이스팅스에 항소전문로펌인 밴크로프트(Bancroft)가 소송에 참가하고 있다. 미국의 화학기업인 듀폰은 자사의 첨단섬유소재(아라미드) 영업비밀을 빼냈다며 한국기업인 코오롱 인더스트리를 상대로 낸 영업비밀 침해 손해배상청구소송에서 2011년 11월 아라미드 기술 영업 비밀을 침해했다는 이유로 듀폰에 1조 원의 배상금을 지급하라는 미국법원의 판결을 받았다.
2012년 8월에는 미국 버지니아 동부지방법원이 아라미드 관련 기술을 코오롱이 빼돌렸다며 듀폰이 제기한 방탄복용 합섬섬유에 대한 판매금지 소송에서 듀폰의 손을 들어주었다.코오롱이 2006년부터 5년간 수출한 아라미드는 겨우 30억 원 규모이나 이 평결로 코오롱은 수출액의 무려 300배가 넘는 돈을 물 위기에 처했으나, 코오롱이 민사 합의금 2,954억원과 형사 벌금 913억원을 각각 납부하기로 하며 합의가 2015년 4월에 이루어져 사건은 종결되었다.

## 사건개요
듀폰의 버지니아주 리치몬드 소재 공장에서 25년간 일한 마이클 미첼(52세, 세버지니아주 체스터필드 카운디 거주)은 2009년 FBI로부터 산업 비밀 절취 및 사법방해죄로 징역 18개월과 3년 보호관찰형을 받았다. 마이클 미첼은 2003년부터 시작된 직장에 대한 불만이 상사와의 잦은 마찰로 이어져 2006년 2월 6일 업무 성과 미달 이유로 해고됐다. 미첼은 듀폰에서 퇴사하기 마지막 2년간 케블라 섬유의 판매와 마케팅 관련 일을 하였는데 2006년 퇴사당시에 기밀문서를 포함한 듀폰의 모든 문서를 회사에 반납하지 않았다.
해고된지 약 2주후인 2006년 3월 24일 미첼은 코오롱 미주지사 직원을 만나 ‘케블라’와 ‘헤라크론’과 같은 아라미드 섬유에 관한 자신의 기술 및 마케팅 지식을 내세웠다. 미첼은 코오롱 미주지사 직원과의 첫 만남이 있은 뒤 약 1년 후인 2007년 3월 한국을 방문, 코오롱 본사 직원들과 만나 코오롱의 ‘컨설턴트’(Consultant)로 채용되는 것을 논의했으며 실제로 같은 해 4월 코오롱의 ‘헤라크론’과 그 외 아라미드 섬유 생산 및 마케팅을 지원하는 내용의 계약을 코오롱과 체결했다.
2007년 듀폰의 경쟁회사인 코오롱 인더스트리에 미첼이 컨설턴트로 일하기 시작하였다. 미첼은 2007년 9월 5일 듀폰이 기밀문서라 주장하는 "데니어 경제학"이란 표를 코오롱 직원에게 이메일로 보냈다. 같은 해 듀폰은 코오롱을 위해 미첼이 전현직 듀폰 직원들을 접촉하는 사실을 알아내고 FBI와 상공부 수사관에게 이를 알렸다. 2008년 3월 12일 FBI와 미국 상공부 요원이 미첼의 집을 수색하였고 문서와 컴퓨터를 압수하였다. 디지털 포렌식을 통해 "데니어 경제학"을 포함 미첼의 컴퓨터에서 듀폰이 기밀이라고 주장하는 문서들이 발견되었다.
미첼은 수색이후 정부수사에 협력하기로 하고 코오롱 직원과의 통화 및 이메일 내용을 녹음하기로 하였다. 통화시 미첼은 코오롱의 상사에게 코오롱이 원하는 정보가 듀폰이 소유한 기업비밀에 해당한다고 명시하였고 법적인 불이익, 민사소송, 형사소송에 있을 수 있다고 하였다. 미첼은 코오롱이 원하는 정보를 가지고 있을 만한 듀폰 전직원을 구해보기로 하였다.
2008년 8월 26일 리치몬드 국제공항 근처에 더블트리 호텔에서 듀폰 전 직원으로 위장한 연방요원과 미첼이 3명의 코오롱 직원과 만났다. 연방요원이 오디오와 비디오 촬영을 하는 가운데 모임을 가졌고 코오롱 직원과 미첼 등은 다음에 또 만나기로 하였다. 그러나 몇 달이 지나도 추가 모임은 없었고, 미첼은 코오롱에 보수인상을 요구하며 "이전의 모임을 녹음하였으며 요구를 들어주지 않을 경우 테이프를 경찰에 넘기겠다"고 위협하였다. 미첼은 2010년 4월 19일 자수하였고 징역 18개월과 듀폰에 변호사비용 $187,895.90을 배상하는 판결을 받았다.

## 소송제기
2009년 2월 美 버지니아 연방지방법원 리치먼드 지원에 제기된 소송에서 듀폰은 코오롱에 대해 영업비밀의 도용(Trade Secret Misappropriation), 비밀 경영정보의 절도(Theft of Confidential Business Information), 공모(Conspiracy) 및 ‘케블라’에 관한 사업상의 불법행위 등을 주장했다.

## 코오롱의 주장
아라미드 섬유는 카이스트(현재의 KIST. 과거의 KIST는 1981년 한국과학원과 통합되어 카이스트로 명칭이 바뀌었다가 1989년에 KIST로 독립하였다.)의 윤한식 박사와 함께 코오롱이 79년부터 독자개발한 기술이며 더구나 듀퐁측의 영업비밀은 이미 유효기간이 만료됐거나 공개된 특허라는 점을 강조하였다.
코오롱은 이번 소송은 듀폰이 아라미드 섬유시장에서 코오롱을 배제하기 위해 코오롱을 상대로 다년간 진행한 행위의 결과라고 말했다. 코오롱은 지난 60년 동안 섬유산업 분야에서 뛰어난 기술과 특허를 개발해왔고 1979년 한국과학기술연구원(KIST)과 공동으로 아라미드 섬유개발 연구를 시작한 이래 30년 동안 연구와 혁신을 통해 독자적인 기술력을 확보해왔다고 설명했다. 누구든지 공개된 특허와 출판물 정보를 활용해 연구 개발을 할 수 있으며 그것은 특허 체계의 근간을 이루는 것이라고 주장했다. 또 코오롱이나 듀폰 같은 기업이 경쟁사에서 일한 경험이 있는 컨설턴트들과 계약해 자문을 받는 일은 흔한 일이며, 이는 범법 행위가 아니라 기업 경쟁의 일부라고 주장하고 있다.

## 법원의 판단
법원은 코오롱 임직원이 이메일과 문서를 삭제하는 등 증거보전명령을 위반하여 의도적으로 관련 증거를 파괴하였고 이로 인해 배심원에게 코오롱을 상대로 불리한 추정(코오롱이 증거를 인멸하였고, 그 사라진 증거들이 코오롱에게는 불리하고 듀폰에게는 유리한 증거가 될 수 있다)하게 된다. 미국 소송 사건에서 고의로 증거를 인멸하면 그 정도에 따라서 최고 패소판결 (default judgment)까지 받을 수 있지만, 코오롱에 대해서 패소 판결까지 내려지지는 않았다. 비록 코오롱 임직원들이 증거를 삭제하기는 하였지만, 코오롱이 회사 차원에서 광범위하게 증거를 인멸하지는 않았고, 임직원들에게 증거를 보전하라는 지시를 적시에 내렸기 때문에 가장 강력한 제재는 피할 수 있었다.

## 논란

### 담당판사 기피
코오롱과 듀폰 간의 소송을 맡고 있는 담당판사 버지니아 동부법원의 로버트 페인(Robert E. Payne)판사는 판사 임용 전 21년간 맥과이어 우즈(McGuire Woods)라는 로펌의 파트너변호사로 활동하면서 오랜기간 듀폰을 위한 로펌으로 활동했으며, 맥과이어 우즈는 이번 소송에서도 듀폰측 소송대리를 맡고 있다. 페인 판사는 맥과이어 우즈의 파트너 변호사로 활동할 당시 듀폰-악조(Akzo)간 아라미드 소송에 관여한 경력이 있어 코오롱측 변호인단은 이런 이력을 들어 판사기피 신청을 했으나 페인 판사 본인에 의해 거부당했다.

### 배심원
9명의 배심원단은 무직자(가정주부) 및 단순사업 종사자(경비원, 운동코치, 보험매니저)들이며 1명의 배심원은 기술적으로 난해한 내용의 법률공방이 진행되는 동안 자주 존다는 이유 등으로 배심원 자격이 박탈돼 나머지 8명이 평결을 내렸다.

### 관할 문제
소송 관할 법원의 문제도 제기되었는데 원래 코오롱과 전직 듀폰 출신 컨설턴트(미첼)는 한국에서 계약 및 컨설팅 행위를 했으므로 미국, 특히 본건과 관련이 없는 버지니아주에서는 관할권이 없다는 것이다. 미국 검찰과 FBI는 듀폰과 협력해 미첼을 정보원으로 회유했고 미첼은 비밀녹화장비를 설치한 버지니아주 호텔로 코오롱 직원을 유인, 듀폰의 현직 엔지니어에게 영업비밀 제공을 제의하는 등의 함정수사를 진행했는데 코오롱 직원들은 영업비밀 취득행위를 하지 않아 FBI는 현장체포에 실패했지만 듀폰은 이 호텔 미팅을 근거로 버지니아 주에서 소송을 제기한 것이다.

## 한국내 소송
듀폰은 2006년 4월부터 2008년 3월까지 코오롱 해라크론 연구소 직원 등 7명이 듀폰의 전직 직원 5명으로부터 컨설팅을 받으면서 듀폰의 아라미드 섬유 케블라 제조기술, 영업자료 등 영업비밀을 부정한 방법으로 취득·사용했다고 고발했다. 서울중앙지검 첨단범죄수사1부에 영업비밀을 침해했다며 코오롱을 고발했고 코오롱도 듀폰의 주장을 반박하며 듀폰의 불법행위를 수사해 줄 것을 진정, 맞고소로 대응하고 있으며 소송대리인으로 법무법인 태평양 외에 법무법인 광장을 추가로 선임했다. 서울중앙지검 첨단범죄수사1부(부장검사 김영종)는 코오롱과 듀폰이 "첨단섬유인 아라미드제조기술 등 영업비밀을 침해했다"고 서로 고발한 사건에 대해 각각 내사종결 및 참고인중지 처분을 결정했다고 2012년 3월 밝혔다.

## 추가 소송
2009년 4월에 코오롱은 듀폰은 상대로 반독점법 소송으로 미국 연방항소법원에서 재조사 중이다.

## 미국 검찰의 기소
미국 버지니아주 리치몬드 연방법원 대배심은 코오롱과 전ㆍ현직 임직원 5명에 대해 첨단 섬유제품과 관련한 영업비밀 침해 혐의를 적용한 검찰의 의견을 받아들여 정식 기소했으며, 미 검찰은 지난 8월 21일 제출한 기소장에서 영업비밀 전용 1건과 영업비밀 절도 4건, 조사방해 1건 등 총 6개 혐의를 적용했으며, 이로 인해 코오롱이 총 2억 2,600만 달러의 부당이득을 얻었다고 판단했다. 닐 맥브라이드 버지니아주 검사는 "코오롱은 대규모 산업 스파이 행위를 통해 헤라크론 섬유를 시장에 선보여 케블라와 경쟁했다"고 말했다.미국 법무부 홈페이지는 기소인의 명단을 홈페이지에 공개하였다.
이에 대해 코오롱은 “깊은 유감을 표하며 강력히 대응할 방침”이라고 밝혔다. 미국 검찰이 2007년 6월부터 조사한 사안에 대해 지금까지 아무런 조치를 취하지 않다가 민사소송 판결이 나오고 나서야 기소한 데 대해서도 의문이 제기됐다. 코오롱 측 소송대리인인 제프 랜달 변호사는 “흔히 영업비밀 분쟁에서 정부가 개입해 형사사건화하면 차후에 민사소송을 할 필요성은 없어진다. 그러나 이번 사건에서는 전혀 그렇지 않았다”고 지적했다. 랜달은 “미 정부가 2007년 6월 이래 이 사건을 조사해왔지만 먼저 코오롱을 기소하지 않고 있다가 듀폰이 3년 반 동안 코오롱을 상대로 민사 소송을 진행해 재판 결과가 나온 이후에야 기소를 결정했다”며 “이 때문에 이 시점에서 미 검찰이 코오롱을 기소해 무엇을 얻으려 하는지에 강한 의구심이 일고 있다”고 말했다.

## 참고 문헌
- 코오롱, 듀폰에 1조원 배상해야 하나 시사저널 2012.03.07 보관됨 2016-03-04 - 웨이백 머신

## 같이 보기
- 삼성전자와 애플의 소송 및 분쟁
- 아라미드